# Laurids Kjær
Laurids Peter Worslund Jensen Kjær (* 26. Februar 1852 in Brande; † 24. August 1932 in Gentofte) war ein dänischer Sportschütze.
Er nahm bei den Olympischen Sommerspielen 1900 in fünf Disziplinen teil. Im Armeegewehr über 300 m liegend belegte er mit 273 Punkten den 27. Platz. In der knienden Position wurde er mit 271 Punkten 22. und im Stehen erreichte er mit 238 Punkten nur den 28. Platz. Im Dreistellungskampf kam er daher mit insgesamt 782 Punkten auf den 28. Platz. Im Mannschaftsbewerb im Armeegewehr 300 m Dreistellungskampf belegte er zusammen mit seinen Teamkollegen Lars Jørgen Madsen, Viggo Jensen, Anders Peter Nielsen und Axel Kristensen mit insgesamt 4265 Punkten den 4. Platz.
Ein Jahr zuvor konnte er mit dem dänischen Team die Bronzemedaille im Dreistellungskampf bei den Weltmeisterschaften gewinnen.